# Hans Hut
Hans Hut (ca. 1490-1527) var en meget aktiv anabaptist i Sydtyskland og Østrig.

## Liv
Hut blev født i Haina ved Römhild i det sydlige Thüringen og ernærede sig som omrejsende boghandler. Hut var i nogle år sakristan for Hans von Bibra (bror til biskop Lorenz von Bibra). Han blev tidligt påvirket af Thomas Müntzer og blev bortvist i 1524, fordi han ikke ville døbe sine børn. Hut deltog i slaget om Thüringen under den tyske bondekrig i 1525 ved Bad Frankenhausen. Det lykkedes ham at flygte efter slaget.
I pinsen 1526 blev han døbt i Augsburg af Hans Denck, der selv var døbt af Balthasar Hübmaier. Hut og Denck var med til at udbrede doktrinen om frelsens universalitet. Han forventede, at Guds rige ville indtræffe i 1528 ved en voldsom apokalyptisk indførelse af Kristi styre. Han udsatte derfor sin omfattende missionæraktivitet for at afvente pinsen 1528 og være blandt det 144.000 udvalgte som nævnt i Johannes' Åbenbaring. Han døbte ikke kun med vand, men beseglede dåben med korsets tegn på panden.
Huts missionæraktiviteter strakte sig fra grænselandet mellem Thüringen og Frankrig i nord til Tyrol og Mähren, og på sine rejser syntes han at lede efter deltagere i bondekrigen. Hans prædikener var stærkt påvirket af Thomas Müntzers mysticisme. 
Hans Hut var en af hovedpersonerne i Martyrernes Synode i Augsburg i 1527. Synoden var et møde mellem 60 anabaptister fra omegnen, og de forsøgte at nå en fælles forståelse. Da byrådet i Augsburg hørte om mødet, fik det arresteret Hut og de vigtigste Augsburg-anabaptister; de blev dømt til fængsel på ubestemt tid. Hut blev udsat for voldsom tortur, og han blev kvalt ved et uheld under en brand i fængslet i Augsburg 12. juni 1527. Dagen efter dømte myndighederne hans lig til døden, og det blev brændt på bålet. 

Denne artikel er en oversættelse af artiklen Hans Hut på den engelske Wikipedia. 